# Rattus fuscipes
Espèce
Statut de conservation UICN

 LC  : Préoccupation mineure
Rattus fuscipes est une espèce de rongeurs de la famille des Muridae, habitant les côtes australiennes.

## Liste des sous-espèces

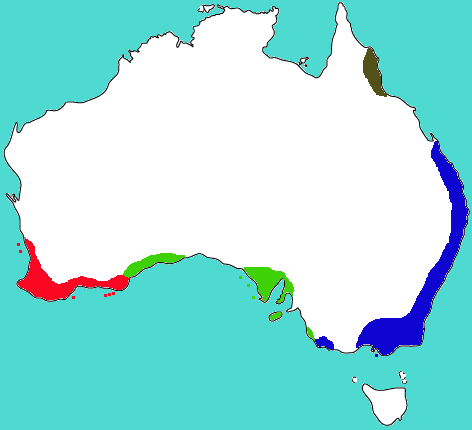
Rattus fuscipes, distribution avec les éventuelles sous-espèces : rouge=R. f. fuscipes, vert=R. f. greyi, bleu=R. f. assimilis, brun=R. f. coracius

Selon la classification phylogénique du NCBI :
- Rattus fuscipes assimilis
- Rattus fuscipes coracius
- Rattus fuscipes fuscipes
- Rattus fuscipes greyii